# ナタリー・ウランディス
ナタリー・ウランディス（Natalie Vlandis、1982年10月5日 - ）は、アメリカ合衆国カリフォルニア州ロサンゼルス出身の女性フィギュアスケート選手。1997年JGPファイナル3位。パートナーはジェレッド・グズマン、ジェームズ・ピーターソン。

## 経歴
ロサンゼルスのノースリッジに生まれ、5歳のときにスケートを始めた。当初は女子シングル選手として活動していたが、1990年よりジェレッド・グズマンと組み、ペアへ転向した。
1996年全米選手権ジュニアクラスで優勝を果たし、1997-1998年シーズンからISUジュニアグランプリに参戦を果たした。ISUジュニアグランプリでは初戦のJGPブラオエン・シュベルター杯で優勝、2戦目のJGPサンジェルヴェで2位、JGPファイナルでは3位となる。また、シニアクラスのネーベルホルン杯では3位、全米選手権でも5位入賞を果たしたが、シーズン終了後にジェレッド・グズマンとのペアは解散する。
1998-1999年シーズンから新たにジェームズ・ピーターソンとペアを結成し、1999年全米選手権に出場したが7位に終わった。その後、ジェームズ・ピーターソンとのペアも解散に至った。

## 主な戦績
- 1997-98までジェレッド・グズマンとのペア。
- 1998-99のみジェームズ・ピーターソンとのペア。

| 大会/年                       | 1992-93 | 1993-94 | 1994-95 | 1995-96 | 1996-97 | 1997-98 | 1998-99 |
| ----------------------------- | ------- | ------- | ------- | ------- | ------- | ------- | ------- |
| 全米選手権                    | 3 N     | 4 N     | 7 J     | 1 J     | 6       | 5       | 7       |
| ネーベルホルン杯              |         |         |         |         |         | 3       |         |
| 世界Jr.選手権                 |         |         |         | 6       | 6       | 4       |         |
| JGPファイナル                 |         |         |         |         |         | 3       |         |
| JGPサンジェルヴェ             |         |         |         |         |         | 2       |         |
| JGPブラオエン・シュベルター杯 |         |         |         |         |         | 1       |         |

- N = ノービスクラス
- J = ジュニアクラス